# چیکارا فوجیموتو
چیکارا فوجیموتو (به انگلیسی: Chikara Fujimoto) بازیکن فوتبال اهل ژاپن و عضو تیم ملی فوتبال ژاپن است که در تاریخ ۰۱ ژوئیه ۲۰۰۱ میلادی اولین بازی ملی‌اش را انجام داد. او در ۲ بازی ملی حضور داشت و آخرین بازی ملی خود را در تاریخ ۴ اکتبر ۲۰۰۱ میلادی انجام داد. چیکارا فوجیموتو در بازی‌های ملی‌اش
گلی به ثمر نرساند.